# Empoasca setata
Empoasca setata är en insektsart som beskrevs av Delong och Davidson 1936. Empoasca setata ingår i släktet Empoasca och familjen dvärgstritar. Inga underarter finns listade i Catalogue of Life.